# Marie Gluesenkamp Perez

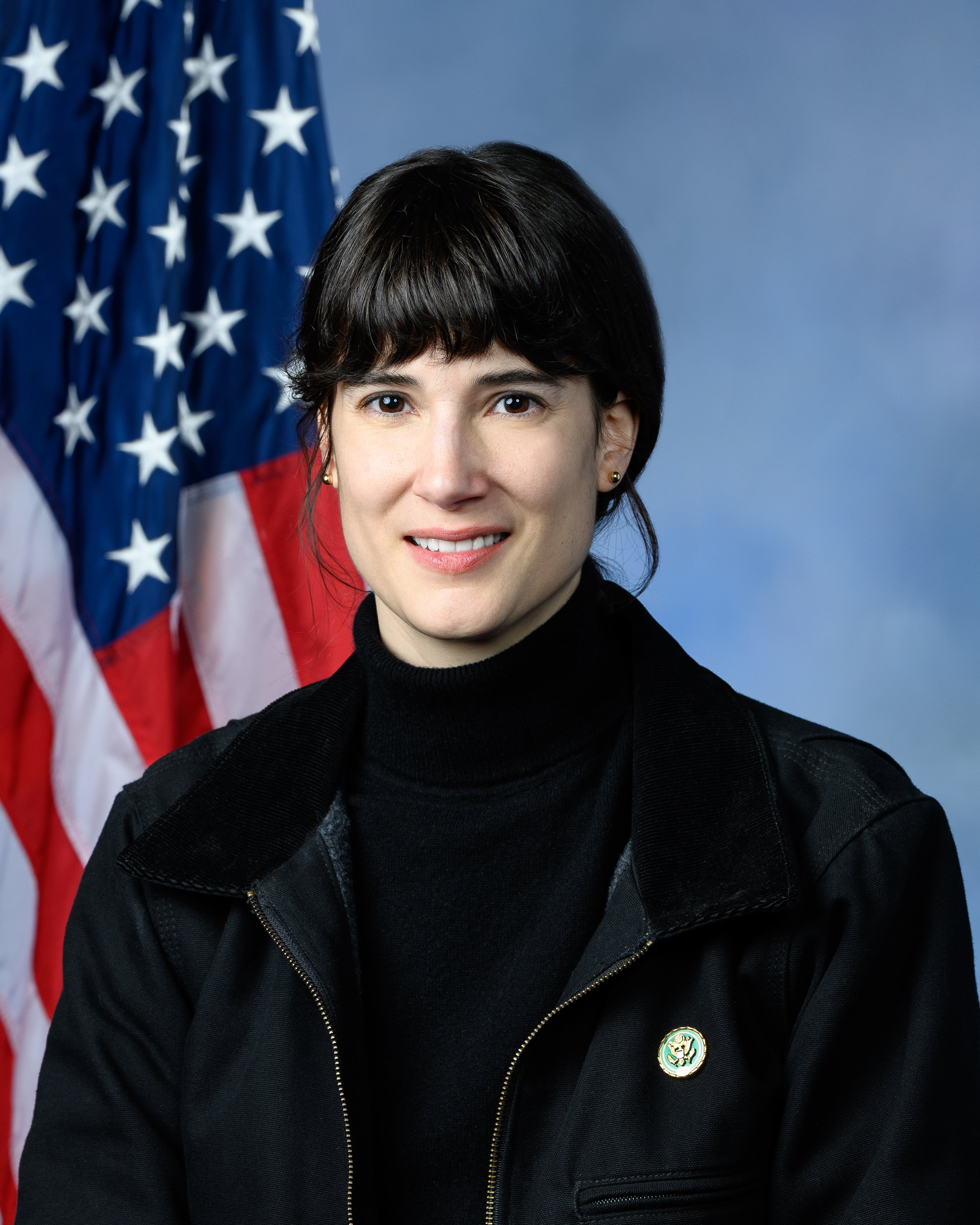
Marie Gluesenkamp Perez (2023)

Marie Gluesenkamp Perez (* 4. Juni 1988 in Harris County, Texas) ist eine US-amerikanische Politikerin (Demokratischen Partei). Seit Januar 2023 vertritt sie den dritten Distrikt des Bundesstaats Washington im US-Repräsentantenhaus.

## Leben
Gluesenkamp Perez wurde am 4. Juni 1988 als Marie Perez in Texas geboren und wuchs im Bundesstaat Washington auf, der Heimat ihrer Mutter. Ihr Vater hingegen immigrierte aus Mexiko in die Vereinigten Staaten. 2013 erhielt sie einen Bachelor in Wirtschaftswissenschaften vom Reed College in Portland. Sie betreibt gemeinsam mit ihrem Mann eine Autowerkstatt im ländlich geprägten Skamania County und lebt in Stevenson.

## Politische Laufbahn
Die in der Politik bis dahin unbekannte Gluesenkamp Perez kandidierte 2022 für den Posten der Vertreterin des dritten Bezirks Washingtons im Repräsentantenhaus. Die Vorwahlen in Washington sind nicht nach Parteien getrennt, stattdessen qualifizieren sich die beiden Kandidaten mit den beiden größten Stimmenanteilen zur Stichwahl. Bei der Hauptwahl (Jungle Primary). Gluesenkamp Perez konnte diese mit 31 % gewinnen und war mit Abstand die erfolgreichste Demokratin. Ihre Hauptwahlkontrahentin wurde jedoch nicht wie erwartet die republikanische Amtsinhaberin Jaime Herrera Beutler, sondern der extrem rechte Trump-Anhänger Joe Kent, der sich den zweiten Platz um einen halben Prozentpunkt sichern konnte. Herrera Beutler war ihre Kritik an den rechtsextremen Tendenzen des ehemaligen republikanischen Präsidenten Donald Trump, der von ihm verbreiteten Verschwörungstheorie um die Big Lie und ihre Stimme gegen ihn in seinem zweiten Amtsenthebungsverfahren zum Verhängnis geworden. Die Hälfte ihrer Stimmen stammte sogar von Demokraten, die die moderate Herrera Beutler einem Trumpisten vorzogen. Bei der Wahl am 8. November 2022 konnte Gluesenkamp Perez Kent knapp mit 50,5 % der Stimmen schlagen. Ihr Erfolg galt als eine der größten Sensationen am Wahlabend, da der Wahlkreis als eher republikanisch geprägt gilt. Im Wahlkampf, für den sie mehr als 3 Mio. US-Dollar gesammelt hatte, stellte sie sich im Gegensatz zum radikalen Kent als Arbeiterin und moderate, rationale Pragmatikerin dar, die keine Schlagzeilen, sondern Politik machen wolle, die den Menschen hilft. So versprach sie, kleine und mittlere Unternehmen zu unterstützen und sowohl das Recht auf Abtreibung (vgl. Roe v. Wade) als auch das Recht auf Waffen zu schützen. Wie Herrera Beutler in der Vorwahl erhielt sie Stimmen von Republikanern, Parteilosen und Demokraten, die allesamt den Trumpismus ablehnten. In einem Interview mit der Zeitschrift Politico kritisierte sie das Unverständnis ihrer eigenen Partei gegenüber den Problemen der Mittelschicht.
Am 7. Januar 2023 wurde sie als Mitglied des Repräsentantenhauses des 118. Kongresses vereidigt. Während ihrer ersten Legislaturperiode im 118. Kongress schloss sie sich der konservativeren Blue Dog Coalition an und wurde deren Co-Vorsitzende. Ihre parlamentarische Arbeit konzentrierte sich auf Arbeitnehmer-, Gewerkschafts- und Verbraucherinteressen. Sie stimmte zum Teil gegen die Parteilinie, etwa zum von Joe Biden angestrebten Erlass von Studiendarlehen. Gluesenkamp Perez gehörte auch zu den ersten Kongressabgeordneten, die Biden aufforderten seine Kandidatur in der Präsidentenwahl 2024 zurückzuziehen.
Bei der Jungle Primary im August 2024 qualifizierten sich, in dem bei der Wahl 2020 von Trump gewonnenen 3. Kongresswahlbezirk, wieder Gluesenkamp Perez und der von Donald Trump unterstützte Kent für die Stichwahl im November. Sie entschied das erneute Duell in der Hauptwahl 2024 mit 51,9 % für sich.
Ihre aktuelle zweite Legislaturperiode im Repräsentantenhaus des 119. Kongresses läuft noch bis zum 3. Januar 2027.